# Flore d'Egypte
Flore d'Egypte (abreviado Fl. Égypte) es un libro con ilustraciones y descripciones botánicas que fue escrito por el médico y botánico francés, especialista pteridólogo, micólogo, briólogo, algólogo y de las espermatófitas Alire Raffeneau Delile. Fue publicado en el año en el año 1813 con el nombre de Flore d'Egypte, exporation des planches.